# Коултерман, Том
Том Ко́ултерман (англ. Tom Coulterman; род. 27 октября 1945, Грейтер-Садбери, Онтарио) — канадский кёрлингист и тренер по кёрлингу.
Как тренер мужской сборной Канады участник зимних Олимпийских игр 2014 (стали чемпионами) и чемпионата мира 2013 (завоевали серебряные медали).
Наиболее известен как тренер команды скипа Брэда Джейкобса, приведший их к победе на Олимпийских играх, серебряным медалям чемпионата мира и подряд пяти участиям в мужских чемпионатах Канады, где они стали чемпионами в 2013.
Начал заниматься тренерской работой в 1974 году. В 1996—2008 был национальным тренером Ассоциации кёрлинга Канады по работе с юниорскими командами. В 2014 был удостоен высшей для тренера награды Ассоциации тренеров Канады (англ. Coaching Association of Canada) «Petro-Canada Coaching Excellence Award» (вместе с ним награду получили тренеры Джанет Арнотт, Эрл Моррис и Джозеф Ри).

## Результаты как тренера
национальных сборных:
| Год  | Турнир                                        | Сборная              | Место |
| ---- | --------------------------------------------- | -------------------- | ----- |
| 2005 | Чемпионат мира по кёрлингу среди юниоров 2005 | Канада (юниоры муж.) | 1     |
| 2013 | Чемпионат мира по кёрлингу среди мужчин 2013  | Канада (мужчины)     | 2     |
| 2014 | Зимние Олимпийские игры 2014                  | Канада (мужчины)     | 1     |

клубных команд:
| Год  | Турнир                                         | Команда          | Скип          | Место |
| ---- | ---------------------------------------------- | ---------------- | ------------- | ----- |
| 2007 | Чемпионат Канады по кёрлингу среди женщин 2007 | Онтарио          | Криста Шарф   | 6     |
| 2010 | Чемпионат Канады по кёрлингу среди мужчин 2010 | Северное Онтарио | Брэд Джейкобс | 3     |
| 2011 | Чемпионат Канады по кёрлингу среди мужчин 2011 | Северное Онтарио | Брэд Джейкобс | 5     |
| 2012 | Чемпионат Канады по кёрлингу среди мужчин 2012 | Северное Онтарио | Брэд Джейкобс | 5     |
| 2013 | Чемпионат Канады по кёрлингу среди мужчин 2013 | Северное Онтарио | Брэд Джейкобс | 1     |
| 2013 | Канадский олимпийский отбор по кёрлингу 2013   |                  | Брэд Джейкобс | 1     |
| 2015 | Чемпионат Канады по кёрлингу среди мужчин 2015 | Северное Онтарио | Брэд Джейкобс | 2     |

## Частная жизнь
Женат, дочь Тара Джордж (англ. en:Tara George) — кёрлингистка, в составе команды Кристы Маккарвилл (урожд. Криста Шарф) участвовавшая в четырёх женских чемпионатах Канады.
Закончил Лаврентийский университет.